# Adrian Scott
Pour les articles homonymes, voir Scott.
Adrian Scott est un scénariste et producteur américain, né le 6 février 1912 à Arlington, New Jersey (États-Unis), mort le 25 décembre 1972 à Sherman Oaks (États-Unis), d'un cancer du poumon.

## Biographie
Dans les années 1950, il fut une des victimes du maccarthysme et inscrit sur la liste noire du cinéma.

## Filmographie

### comme scénariste
- 1940 : Keeping Company
- 1941 : The Parson of Panamint (en) de William C. McGann
- 1941 : We Go Fast
- 1943 : Mr. Lucky
- 1946 : Le Bel Espoir (Miss Susie Slagle's)

### comme producteur
- 1944 : Mon ami le loup (My Pal Wolf) d'Alfred L. Werker
- 1944 : Adieu, ma belle (Murder, My Sweet)
- 1945 : Pris au piège (Cornered) d'Edward Dmytryk
- 1946 : Une nuit mouvementée (Deadline at Dawn) de Harold Clurman (en)
- 1947 : So Well Remembered
- 1947 : Feux croisés (Crossfire)
- 1948 : Le Garçon aux cheveux verts (The Boy with Green Hair) de Joseph Losey
- 1972 : The Great Man's Whiskers (TV)